# Attenuata manawatawhia
Attenuata manawatawhia är en snäckart som först beskrevs av Powell 1937.  Attenuata manawatawhia ingår i släktet Attenuata och familjen Rissoidae. Inga underarter finns listade i Catalogue of Life.